# Сильна жінка (фільм)
«Сильна жінка» (англ. Riding in Cars with Boys) — американський фільм 2001 року режисера Пенні Маршала з Дрю Беррімор у головній ролі, знятий за однойменною книгою Беверлі Донофріо.

## Сюжет
1960-ті. Беверлі Донофріо — повна фантазії 16-річна дочка поліцейського. Вона розумна, добре вчилася в школі, мріяла продовжити освіту в коледжі в Нью-Йорку та хотіла стати письменницею. Однак Беверлі закохалася в такого ж успішного хлопця зі своєї школи — Фея, який не відповів їй взаємністю і знехтував нею на вечірці. За Беверлі заступився симпатичний, але безталанний 18-річний Рей, від якого вона невдовзі завагітніла.
Коли з'ясувалося, що Беверлі вагітна, консервативний батько вимагає, щоб вона одружилася з Реєм. Після народження сина Джейсона, попри всі труднощі сімейного життя, Беверлі вирішила закінчити школу і вступити до коледжу. Але досягти цього стає все важче. Рей ніяк не може знайти роботу і пристрастився до алкоголю. Коли після шести років шлюбу Рей визнає, що він наркоман, Беверлі вирішує розлучитися. Вона хоче здійснити свої давні мрії.

## Виробництво
- Адам Гарсія, який у фільмі грає роль сина Дрю Беррімор, насправді на два роки старший за неї.
- Знадобилося два дні та багато дублів, щоб зняти весільну сцену, в якій Бріттані Мерфі постійно плаче. Однак під час монтажу вибрали якраз перший дубль цієї сцени.
- Беверлі Донофріо[en] з'явився у цьому фільмі як один з весільних гостей.

## Ролі виконують
- Дрю Беррімор — Беверлі Донофріо
- Стів Зан — Рей
- Адам Гарсія[en] — Джейсон, син Беверлі
- Бріттані Мерфі — Фей Форестер
- Джеймс Вудс — Леонард Донофріо
- Лоррейн Брако — Тереза Донофріо
- Десмонд Гарінгтон — Боббі
- Розі Перес — Ширлі Перо
- Сара Гілберт — Тіна Бар

## Нагороди
- 2002 Нагорода кінофестивалю у Кабурі:
  - Гран-прі «Золотий Сван» — Пенні Маршалл